# Trichura ismene
Trichura ismene là một loài bướm đêm thuộc phân họ Arctiinae, họ Erebidae.